# Karl-Liebknecht-Haus
La Karl-Liebknecht-Haus és un edifici històric de Berlín, situat al districte de Berlín-Mitte. Històricament va ser la seu del Partit Comunista d'Alemanya (KPD) i actualment és la seu del partit Die Linke (L'Esquerra). Està situat al carrer Kleinen Alexanderstraße, entre Alexanderplatz i Rosa-Luxemburg-Platz.

## Història

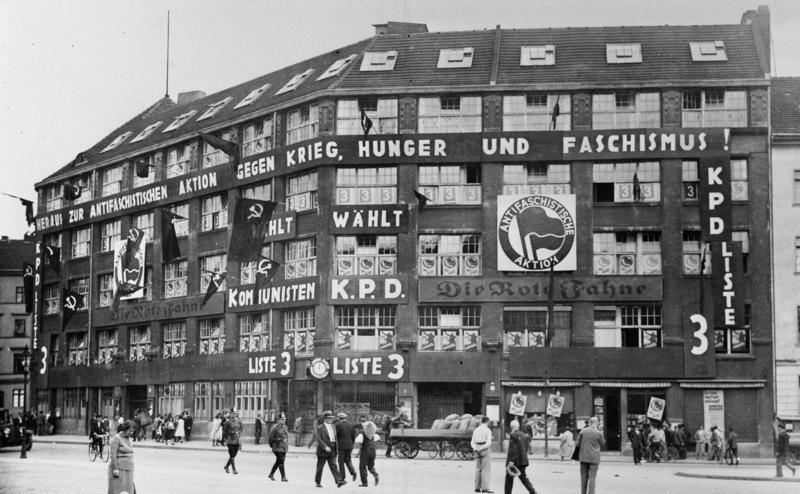
La Karl-Liebknecht-Haus, seu del KPD, durant les eleccions alemanyes de 1932.

L'edifici va ser construït en 1910 per albergar oficines. El novembre de 1926, el Partit Comunista d'Alemanya (KPD) el va adquirir, canviant-ho de nom en honor del líder comunista Karl Liebknecht, assassinat el 1919. A més de la seu central del partit, en l'edifici també es van instal·lar el Comité central del KPD, la redacció del periòdic comunista Die Gire Fahne, el comité central de la Lliga dels Joves Comunistes d'Alemanya (KJVD) i una impremta.
Després que els nazis arribaren al poder, el 8 de març de 1933 les SA van prendre l'edifici i li canviaren el nom pel de Horst-Wessel-Haus, en honor del militant nacionalsocialista Horst Wessel. Així mateix, van convertir l'edifici en la prefectura de les SA en el Gau de Berlín-Brandenburg. L'edifici va resultar parcialment danyat durant els combats de la batalla de Berlín cap al final de la Segona Guerra Mundial.
Després de ser confiscat per les autoritats soviètiques, l'edifici va ser reparat en 1948 i es va entregar al recentment fundat Partit Socialista Unificat d'Alemanya (SED), successor del KPD, que el va utilitzar per a diversos usos. A partir de 1950 va acollir la seu de l'Institut per a l'Estudi del Marxisme-Leninisme de la República Democràtica Alemanya. En 1977 l'edifici es va convertir en un monument protegit. En 1990, després de la reunificació alemanya i la refundació del SED com Partit del Socialisme Democràtic (PDS), es va convertir en la seu del nou partit. Aquesta transferència va ser impugnada per la Treuhandanstalt, la institució creada per privatitzar els béns públics de la RDA. Malgrat aquesta impugnació, després que l'edifici fóra requisat per la policia l'any 1995, va ser finalment confirmat com a propietat del PDS. En 2007 el PDS va confluir amb altres partits dins de la nova formació Die Linke, la qual va passar a gestionar l'edifici i aquest es va convertir en la seu del nou partit.